# Wilma Murto
Wilma Murto, née le 11 juin 1998 à Kuusjoki, est une athlète finlandaise, spécialiste du saut à la perche.
Championne d'Europe en 2022 à Munich et championne d'Europe en salle en 2023 à Istanbul, elle est l'actuelle détentrice du record du monde junior avec 4,71 m, réalisé le 31 janvier 2016 à Deux-Ponts en Allemagne.

## Carrière

### Débuts
En 2014, Murto améliore son record personnel à 4,05 m. Cette performance lui permet de participer, à tout juste seize ans, aux Championnats du monde juniors de Eugene aux États-Unis. Lors de ces championnats, elle est éliminée en qualifications avec 3,85 m.
Bien plus à l'aise en salle, elle porte son record à 4,40 m le 21 février. En extérieur, elle réalise 4,30 m le 8 août lors des Championnats de Finlande derrière sa compatriote et partenaire d'entrainement Minna Nikkanen (4,60 m).

### Record du monde junior (2016)
Le 27 décembre 2015, elle améliore son record en salle avec 4,45 m. Le 9 janvier à Nastola, elle franchit 4,50 m et réalise ainsi les minimas pour les Championnats du monde en salle de Portland aux États-Unis et pour les Jeux olympiques de Rio. La semaine suivante, à Turku, elle porte sa marque à 4,55 m.
Murto fait ensuite une tournée dans toute l'Europe où elle commence par le meeting Perche Élite Tour de Rouen en France où elle se classe quatrième avec 4,38 m. Le 31 janvier, à Deux-Ponts en Allemagne, elle améliore dans un premier temps le record du monde junior de la néo-zélandaise Eliza McCartney d'un centimètre, en franchissant 4,65 m à son premier essai. Puis, elle efface 4,71 m à son deuxième essai et améliore le record du monde de sept centimètres,. Elle tente deux essais à 4,77 m avant de clore son concours.
Le 9 juillet 2016, Murto se classe 7e de la finale des Championnats d'Europe d'Amsterdam avec un saut à 4,45 m, échouant par 3 fois à 4,55 m, barre qui aurait été synonyme de nouveau record personnel en plein air,.

### Saison 2017
Wilma Murto ouvre sa saison hivernale 2017 le 6 janvier à Tignes en France où elle remporte le concours avec 4,66 m, meilleure performance mondiale de l'année. Elle échoue par trois fois à 4,72 m, marque qui aurait amélioré son propre record du monde junior et record de Finlande.
Blessée durant la saison estivale, la Finlandaise participe malgré tout aux Championnats d'Europe juniors de Grosseto en Italie où elle décroche la médaille de bronze avec 4,15 m.

### Championne d'Europe en plein air (2022)
Le 17 août 2022, à Munich, elle devient, à la surprise générale, championne d'Europe de la perche en passant une barre à 4,85 m, battant de treize centimètres son précédent record de Finlande.

### Championne d'Europe en salle et médaillée de bronze mondiale (2023)

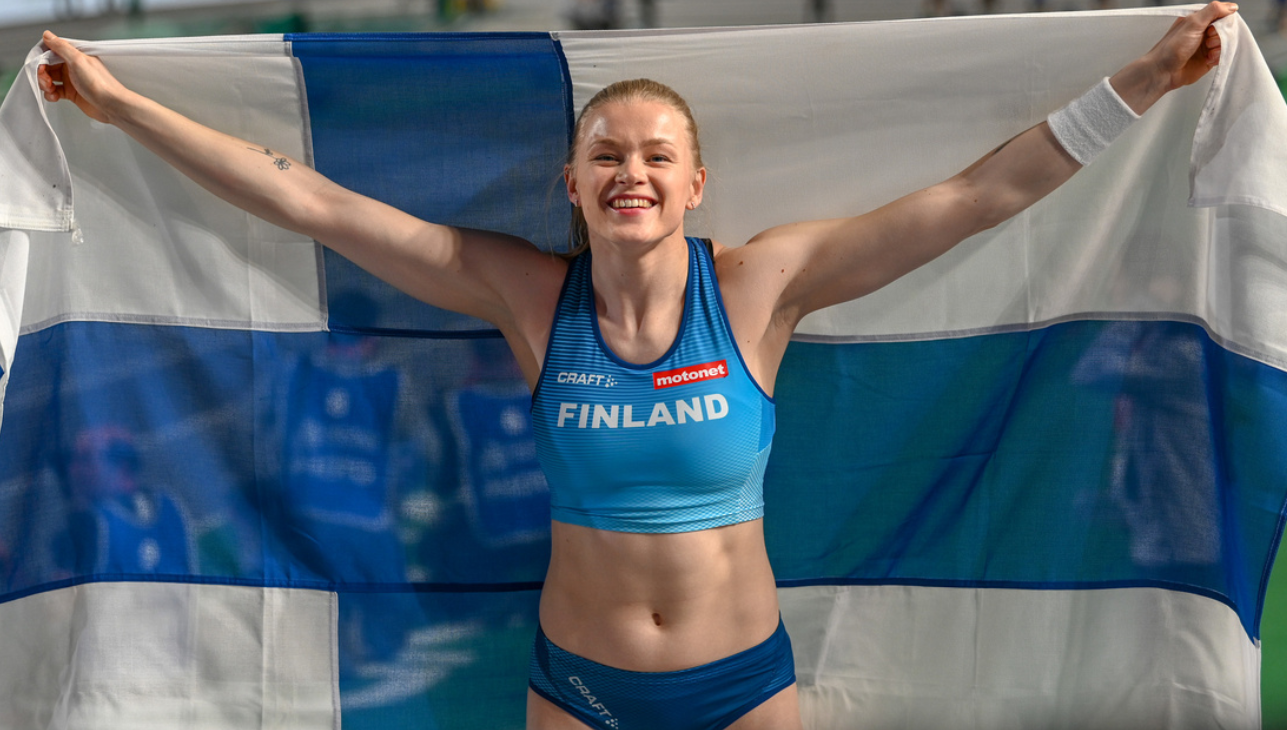
Wilma Murto lors des championnats d'Europe en salle 2023.

Aux championnats d'Europe en salle d'Istanbul en mars 2023, Wilma Murto s'empare de la médaille d'or en améliorant son record de Finlande en salle avec une barre à 4,80 m. Elle s'impose devant la Slovène Tina Šutej (4,75 m) et la Tchèque Amálie Švábíková (4,70 m).
Lors des Mondiaux de Budapest en juillet, la Finlandaise se pare de bronze grâce à un saut à 4,80 m. Elle accompagne sur le podium l'Australienne Nina Kennedy et l'Américaine Katie Moon, qui se sont partagées l'or après avoir terminé le concours à égalité parfaite.

## Palmarès
| Date | Compétition                       | Lieu      | Résultat | Marque |
| ---- | --------------------------------- | --------- | -------- | ------ |
| 2016 | Championnats d'Europe             | Amsterdam | 7e       | 4,45 m |
| 2016 | Championnats du monde juniors     | Bydgoszcz | 3e       | 4,40 m |
| 2016 | Finnkampen                        | Tampere   | 2e       | 4,47 m |
| 2017 | Championnats d'Europe en salle    | Belgrade  | 8e       | 4,40 m |
| 2017 | Championnats d'Europe juniors     | Grosseto  | 3e       | 4,15 m |
| 2019 | Championnats d'Europe par équipes | Bydgoszcz | 8e       | 4,21 m |
| 2021 | Championnats d'Europe en salle    | Toruń     | 6e       | 4,55 m |
| 2021 | Jeux olympiques                   | Tokyo     | 5e       | 4,50 m |
| 2022 | Championnats du monde             | Eugene    | 6e       | 4,60 m |
| 2022 | Championnats d'Europe             | Munich    | 1re      | 4,85 m |
| 2023 | Championnats d'Europe en salle    | Istanbul  | 1re      | 4,80 m |
| 2023 | Jeux européens                    | Chorzów   | 1re      | 4,71 m |
| 2023 | Championnats du monde             | Budapest  | 3e       | 4,80 m |
| 2024 | Championnats du monde en salle    | Glasgow   | 9e       | 4,55 m |
| 2024 | Jeux olympiques                   | Paris     | 6e       | 4,70 m |

## Records
| Épreuve          | Épreuve   | Performance | Lieu     | Date           |
| ---------------- | --------- | ----------- | -------- | -------------- |
| Saut à la perche | Plein air | 4,85 m (NR) | Munich   | 17 août 2022   |
| Saut à la perche | En salle  | 4,81 m (NR) | Kuortane | 6 janvier 2024 |